# Jan Just Bos
Jan Justus Bos, nizozemski veslač, botanik in televizijski voditelj, 28. julij 1939, Balikpapan, Nizozemska Vzhodna Indija, † 24. marec 2003, Oosterbeek, Nizozemska.
Bos je za Nizozemsko nastopil v dvojcu s krmarjem na Poletnih olimpijskih igrah 1964 v Tokiu. Nizozemski čoln je takrat osvojil bronasto medaljo. Pred tem je leta 1960 nastopil že na Poletnih olimpijskih igrah v Rimu, kjer je nizozemski čoln izpadel v repesažu.
Bos je študiral gozdarstvo na Univerzi v Wageningenu, po končani športni karieri pa se je tam leta 1968 tudi zaposlil v oddelku za rastlinsko sistematiko. Specializiral se je za floro podsaharske Afrike. Kasneje je štiri leta delal v Kamerunu, Južni Afriki in Liberiji.
Po vrnitvi iz Afrike je bil nekaj časa voditelj nizozemske poljudno-znanstvene oddaje Ja, natuurlijk. Leta 1984 je napisal doktorat o rodu rastlin Dracaena v Zahodni Afriki.